# Vasiliki (namn)
Vasiliki (grekiska: Βασιλική) är ett grekiskt kvinnonamn från Basil. Dess manliga motsvarighet är Vasilios.